# If It’s Over
«If It’s Over» — песня, написанная американскими авторами-исполнителями Мэрайей Кэри и Кэрол Кинг и спродюсированная Уолтером Афанасьевым и Мэрайей Кэри для второго студийного альбома Emotions в 1991 году. Несколько месяцев спустя после релиза альбома «Emotions» Мэрайя спела песню во время акустического концерта для телевизионного шоу MTV Unplugged. Во второй половине 1992 года вслед за выпуском мини-альбома MTV Unplugged был издан «If It’s Over» — второй и последний сингл с этого альбома. В версии песни из MTV Unplugged, в отличие от альбомной, отсутствуют второй куплет и припев.
Сингл был издан в Европе, Австралии и Японии. Музыкальный видеоклип был создан на основе концертного исполнения песни для телевизионного шоу MTV Unplugged. Режиссёром клипа стал Ларри Джордан (англ. Larry Jordan).

## Список композиций
CD сингл для Австралии/Европы
1. «If It’s Over» (Live) — 3:48
2. «If It’s Over» — 4:37

CD сингл для Японии
1. «If It’s Over» (Live) — 3:41
2. «Emotions» — 3:56
3. Специальное голосовое сообщение для фанатов из Японии

CD макси-сингл для Европы
1. «If It’s Over» (Live) — 3:48
2. «If It’s Over» — 4:37
3. «Someday» (New 12" Jackswing) — 6:55

## Чарты
| Чарт                | Высшее место |
| ------------------- | ------------ |
| Dutch Singles Chart | 80           |